# Ударник (Макушинский район)
Ударник — деревня в Макушинском районе Курганской области. Входит в состав Обутковского сельсовета.

## История
Возникла как Чистовское отделение Макушинского зерносовхоза.

## Население
| 1989 | 2002 | 2010 |
| ---- | ---- | ---- |
| 151  | ↗184 | ↘103 |

Национальный состав
Согласно результатам Всероссийской переписи населения 2002 года, в национальной структуре населения русские составляли 54 %, казахи — 45 %.